# Pierre Pansu
Pierre Pansu (* 13. Juli 1959 in Lyon) ist ein französischer Mathematiker, der sich mit Differentialgeometrie befasst.
Pansu gewann 1976 die Silbermedaille auf der Internationalen Mathematikolympiade und studierte 1977 bis 1981 an der École normale supérieure (ENS) (Agrégation 1979). Er wurde 1982 an der Universität Paris VII bei Marcel Berger promoviert (Thèse  de 3eme Cycle, Geometrie du groupe de Heisenberg) mit dem zweiten Teil des französischen Doktorats (Thèse d´Etat) 1987. Er war ab 1983 Forscher beim CNRS (Chargé de Recherches) und ist seit 1990 Professor an der Universität Paris-Süd in Orsay. Außerdem war er 2009 bis 2011 Professor an der ENS.
Er arbeitete mit Michail Leonidowitsch Gromow zusammen, dessen einflussreiches Buch über metrische Strukturen auf Riemannschen und nicht-Riemannschen Räumen er 1981 mit Jacques Lafontaine herausgab (Kleines grünes Buch genannt). Pansu gehörte auch zur Mathematikergruppe Arthur Besse.
1991 erhielt er den Prix Gegner der Académie des sciences.
Zu seinen Doktoranden zählt Cornelia Druţu (Lecturer in Oxford, Gewinnerin des Whitehead-Preises).

## Schriften
- Une inégalité isopérimétrique sur le groupe de Heisenberg. C. R. Acad. Sci. Paris Sér. I Math. 295 (1982), no. 2, 127–130.
- Métriques des Carnot-Carathéodory et quasiisométries des espaces symétriques de rang un, Annals of Mathematics, Band 129, 1989, S. 1–60. (Starrheit von Quasi-Isometrien des quaternionisch-hyperbolischen Raumes)
- Dimension conforme et sphère à l'infini des variétés à courbure négative. Ann. Acad. Sci. Fenn. Ser. A I Math. 14 (1989), no. 2, 177–212.
- Formules de Matsushima, de Garland et propriété (T) pour des groupes agissant sur des espaces symétriques ou des immeubles. Bull. Soc. Math. France 126 (1998), no. 1, 107–139. (Eigenschaft T für Gitter vom {\displaystyle \mathbb {R} }-Rang {\displaystyle \geq 2})
- Cohomologie Lp et pincement. Comment. Math. Helv. 83 (2008), no. 2, 327–357.
- Sous groupes discrets des groupes de Lie: rigidité, arithméticité, Seminaire Bourbaki Nr. 778, Asterisque, Band 227, 1995
- mit Gromow: Rigidity of lattices. An introduction. in: de Bartolomeis, Tricerri (Herausgeber): Lectures of first CIME school on recent developments in geometric topology and related topics (Montecatini Terme Juni 1990), S. 39–137
- mit Berry, Berger, St. Raymond: Problems in Geometry. Springer Verlag 1984